# Chevillon (Haute-Marne)
Chevillon ist eine französische Gemeinde mit 1277 Einwohnern (Stand: 1. Januar 2022) im Département Haute-Marne in der Region Grand Est. Sie gehört zum Arrondissement Saint-Dizier und ist Mitglied im Gemeindeverband Communauté d’agglomération du Grand Saint-Dizier, Der et Vallées. Die Bewohner werden Chevillonnais und Chevillonnaises genannt.
Die Gemeinden Breuil-sur-Marne und Sommeville wurden am 1. Februar 1973 als Communes associées zu Chevillon eingemeindet.
Nachbargemeinden von Chevillon sind Rachecourt-sur-Marne, Fontaines-sur-Marne und Curel.

## Bevölkerungsentwicklung
| Jahr      | 1962 | 1968 | 1975 | 1982 | 1990 | 1999 | 2009 | 2018 |
| --------- | ---- | ---- | ---- | ---- | ---- | ---- | ---- | ---- |
| Einwohner | 1487 | 1508 | 1532 | 1607 | 1556 | 1455 | 1385 | 1292 |

## Sehenswürdigkeiten
- Burgruine Chevillon

## Verkehr
Chevillon liegt an der Bahnstrecke Blesme-Haussignémont–Chaumont und wird im Regionalverkehr durch den TER Grand Est bedient.

## Persönlichkeiten
- Marie-Agnès Annequin-Plantagenet (* 1960), französische Fußballnationalspielerin